# Championnat d'Amérique du Sud de rugby à XV 2002
Navigation
Championnat 2001 Championnat 2003
Le Championnat d'Amérique du Sud de rugby à XV 2002 est une compétition de rugby à XV organisée par la Confederación sudamericana de rugby. La 24e édition se déroule du 28 avril au 5 mai 2002 et est remportée par l'équipe d'Argentine.

## Équipes participantes
| Division A - Argentine - Chili - Uruguay - Paraguay | Division B - Brésil - Colombie - Venezuela - Pérou |

## Division A

### Format
L'Argentine, le Chili, l'Uruguay et le Paraguay disputent des matchs sous la forme d'un tournoi. Le premier est déclaré vainqueur.

### Classement
| Rang | Nation        | J | V | N | D | Pm  | Pe  | Diff | Pts |
| ---- | ------------- | - | - | - | - | --- | --- | ---- | --- |
| 1    | Argentine (T) | 3 | 3 | 0 | 0 | 244 | 34  | +210 | 9   |
| 2    | Uruguay       | 3 | 2 | 0 | 1 | 135 | 59  | +76  | 7   |
| 3    | Chili         | 3 | 1 | 0 | 2 | 86  | 95  | -9   | 5   |
| 4    | Paraguay      | 3 | 0 | 0 | 3 | 13  | 290 | -277 | 3   |

|  | Vainqueur (no 1).        |
|  | T : Tenant du titre 2001 |

### Résultats
| 28 avril 2002 | Argentine | 35 – 21 | Uruguay | Mendoza |
| 28 avril 2002 |           |         |         | Mendoza |
| 28 avril 2002 |           |         |         | Mendoza |

| 28 avril 2002 | Chili | 57 – 5 | Paraguay | Santiago |
| 28 avril 2002 |       |        |          | Santiago |
| 28 avril 2002 |       |        |          | Santiago |

| 1er mai 2002 | Argentine | 152 – 0 | Paraguay | Mendoza |
| 1er mai 2002 |           |         |          | Mendoza |
| 1er mai 2002 |           |         |          | Mendoza |

| 1er mai 2002 | Uruguay | 33 – 16 | Chili | Mendoza |
| 1er mai 2002 |         |         |       | Mendoza |
| 1er mai 2002 |         |         |       | Mendoza |

| 4 mai 2002 | Argentine | 57 – 13 | Chili | Mendoza |
| 4 mai 2002 |           |         |       | Mendoza |
| 4 mai 2002 |           |         |       | Mendoza |

| 5 mai 2002 | Uruguay | 81 – 8 | Paraguay | Mendoza |
| 5 mai 2002 |         |        |          | Mendoza |
| 5 mai 2002 |         |        |          | Mendoza |

## Division B

### Format
Le Brésil, la Colombie, le Pérou et le Venezuela disputent le tournoi à Lima du 5 octobre au 12 octobre 2002. Le premier est déclaré vainqueur.

### Classement
| Rang | Nation    | J | V | N | D | Pm  | Pe  | Diff | Pts |
| ---- | --------- | - | - | - | - | --- | --- | ---- | --- |
| 1    | Brésil    | 3 | 3 | 0 | 0 | 126 | 22  | +104 | 9   |
| 2    | Pérou     | 3 | 2 | 0 | 1 | 58  | 40  | +18  | 7   |
| 3    | Venezuela | 3 | 1 | 0 | 2 | 41  | 57  | -16  | 5   |
| 4    | Colombie  | 3 | 0 | 0 | 3 | 3   | 109 | -106 | 3   |

|  | Vainqueur (no 1). |

### Résultats
| 5 octobre 2002 | Pérou | 28 – 0 | Colombie | Lima |
| 5 octobre 2002 |       |        |          | Lima |
| 5 octobre 2002 |       |        |          | Lima |

| 5 octobre 2002 | Brésil | 34 – 12 | Venezuela | Lima |
| 5 octobre 2002 |        |         |           | Lima |
| 5 octobre 2002 |        |         |           | Lima |

| 9 octobre 2002 | Brésil | 64 – 0 | Colombie | Lima |
| 9 octobre 2002 |        |        |          | Lima |
| 9 octobre 2002 |        |        |          | Lima |

| 9 octobre 2002 | Pérou | 20 – 12 | Venezuela | Lima |
| 9 octobre 2002 |       |         |           | Lima |
| 9 octobre 2002 |       |         |           | Lima |

| 12 octobre 2002 | Pérou | 10 – 28 | Brésil | Lima |
| 12 octobre 2002 |       |         |        | Lima |
| 12 octobre 2002 |       |         |        | Lima |

| 12 octobre 2002 | Venezuela | 17 – 3 | Colombie | Lima |
| 12 octobre 2002 |           |        |          | Lima |
| 12 octobre 2002 |           |        |          | Lima |